# Harasha
Harasha, eller Haresha (hebraisk:חרשה), er en jødisk landsby og israelsk bosættelse i Binyamin i det nordlige af Vestbredden, lokaliseret i Dolev nær Talmon. Ved 770 meter når udsynet fra byen Hadera i nordvest, Ashkelon i sydvest, og Jerusalem i øst.
Harasha blev grundlagt i januar 1999 af en gruppe studenter fra Mercaz haRav med assistance fra bosætterorganisationen Amana.
Omkring 35 familier, over 200 personer, bor i Harasha. De fleste voksne beskæftiger sig med uddannelse i form af studier eller undervisning.